# Класов
Класов (словац. Klasov) — село, громада округу Нітра, Нітранський край. Кадастрова площа громади — 12.23 км².
Населення 1383 особи (станом на 31 грудня 2018 року).

## Історія
Класов згадується 1156 року.

## Населення
| Рік:            | 1994. | 2004.    | 2014.   | 2024.   |
| --------------- | ----- | -------- | ------- | ------- |
| Кількість осіб: | 1919  | 1214     | 1318    | 1428    |
| Різниця:        |       | -36,73 % | +8,56 % | +8,34 % |

| Рік:            | 2023. | 2024.   |
| --------------- | ----- | ------- |
| Кількість осіб: | 1429  | 1428    |
| Різниця:        |       | -0,06 % |